# Загребски триод
Загребският триод e среднобългарски книжовен паметник от началото на XIII век.
Ръкописът е постен и цветен триод (триод-пентикостар). Според езиковите особености произхожда от Охридската книжовна школа. Има 196 пергаментни листа. Спада към значимите тита ръкописи. Има много отбелязани тити и тита съчетания в ръкописа, както и съчетания на други знаци, като двойна вария (пиазма) и клазма и апострофос с тита и двойна вария. Тези две съчетания се намират в Богородичната стихира от службата за Велики четвъртък.
Ръкописът се съхранява в библиотеката на Хърватската академия на науките и изкуствата в Загреб под № IV.d.107.